# Нобелова болест
Нобелова болест, позната и као нобелитис, је феномен када добитник Нобелове награде подржава или изводи истраживања у псеудо-научним дисциплинама и прихвата чудне или научно неутемељене идеје, углавном у каснијим годинама каријере. Тврди се да овај ефекат постоји због уверења одређених нобеловаца да су квалификовани да говоре о темама изван своје стручне области у комбинацији са тенденцијом да размишљају на неуобичајен начин.

## Вероватни узроци
Феномен Нобелитиса је посебан случај ултракрепидаријанизма углавном због чињенице да су жртве нобелитиса прваци врло уског поља, а њихова видљивост широј јавности је нагло повећана као резултат добијања награде.
Нобелова награда поред ауторитета међу великим бројем људи гарантује и велики степен универзалног прихватања идеја лауреата као неоспорне истине, што код њих појачава ефекте пристрасности потврђивања, а потискује могућност рационалног мишљења.

## Значај
Феномен Нобелове болести показује да
1. велико достигнуће у једној сфери истраживања не гарантује квалификованост у другим, и
2. иако освајање Нобелове награде служи као показатељ високог нивоа интелигенције, не искључује ирационалност.

Нобелитис може бити опасан по друштво, пример тога су уверења нобеловца Кари Малиса који порица постојање ХИВ и искључује повезаност људске делатности и глобалног загревања. Конспиратори искоришћавају заблуде успешних научника за повећање сопственог кредибилитета.

## Жртве Нобелитиса
| Лауреат                | Нобелова награда и година доделе | Симптоми |
| ---------------------- | -------------------------------- | --- |
| Лајнус Полинг          | Хемија, 1954                     | Лајнус је сматрао да витамин Ц лечи канцер базирано на непоузданим истраживањима, а касније је тврдио да је витамин Ц најбољи лек за све болести, почевши од прехладе па до шизофреније. |
| Вилијам Шокли          | Физика, 1956                     | Шокли је сматрао да Афроамериканци у просеку имају нижи количник интелигенције од белаца и заступа став да ће човечанство генетски пропасти ако људима буде дозвољено да сами доносе одлуке о репродукцији. Предложио је да плаћамо људе чији је количник интелигенције мањи од 100 да се стерилишу. |
| Џејмс Д. Вотсон        | Медицина, 1962                   | 2000. године повезује изложеност сунцу и либидо, чиме објашњава појаву ’латинског љубавника’. Вотсон је познат и по својим изрекама попут „глупост ће ускоро бити излечена”, „у наредних десет година пронаћи ћемо гене који су одговорни за разлику у интелигенцији међу људима” и „захваљујући генетици, ускоро ћемо моћи да учинимо све жене лепим, што ће бити заиста сјајно”. |
| Брајан Дејвид Џозефсон | Физика, 1973                     | Сматра да је телепатију могуће објаснити уз помоћ квантне механике (квантни мистицизам). Интересује га теорија о меморији воде, заједно са нобеловцем Лик Монтањијем подржао је Жак Бенвениста (фр. Jacques Benveniste) и његову књигу „Ma vérité sur la "mémoire de l'eau"” (Моја истина о меморији воде). |
| Николас Тинберген      | Медицина, 1973                   | На додели Нобелове награде у свом говору промовише широко дискредитовану хипотезу да до аутизма долази као резултат недостатка мајчине топлине, а 1985. заједно са својом женом издаје књигу у којој препоручују метод терапије аутизма који је већ тада био познат као неефикасан и чак опасан. |
| Кари Малис             | Хемија, 1993                     | Заговорник је тога да је астрологија наука и да је треба предавати. Тврди да људска делатност нема никакве везе са глобалним загревањем и да научници тврде иначе како би добијали финансирање. Инсистира на томе да ХИВ не постоји и да су лекови против њега завера фармацеутске индустрије. Тврдио је и да је једном срео флуоресцентног ванземаљског ракуна. |
| Лик Монтањије          | Медицина, 2008                   | 2009. године, у часопису који је основао, Монтањије тврди да раствори који садрже ДНК бактерија и вируса могу емитовати радио-таласе ниске фреквенције услед чега се околни молекули воде постављају у „наноструктуре”. Сугерисао је да би вода могла задржати таква својства чак и након што су првобитни раствори разблажени толико да скоро не садрже оригиналан ДНК, и да би вода могла да „запамти” супстанце са којима је била у контакту. Касније је тврдио да се информације о ДНК могу „телепортовати” у епрувету пречишћене воде путем ових радио таласа. Објаснио је ову појаву уз помоћ квантне теорије поља. Подржао је научно дискредитовани став да вакцине узрокују аутизам. Заговорник је теоријe да је COVID-19 направљен вештачки. |
| Мајкл Левит            | Хемија, 2013                     | Левит је познат по својим заблудамам и лошим предвиђањима у вези са COVID-19. Био је један међу првима који је заступао став да овај вирус није опаснији од грипа, а базирано на подацима из Шведске тврдио је и да је проценат смртности међу зараженима 0.06%, упркос томе да је у том тренутку од коронавируса у Шведској већ преминуло 0.12% целокупне популације. Заступао је имунизацију природном инфекцијом, стратегију коју је Светска здравствена организација назвала неетичном. |